# Костринська Розтока

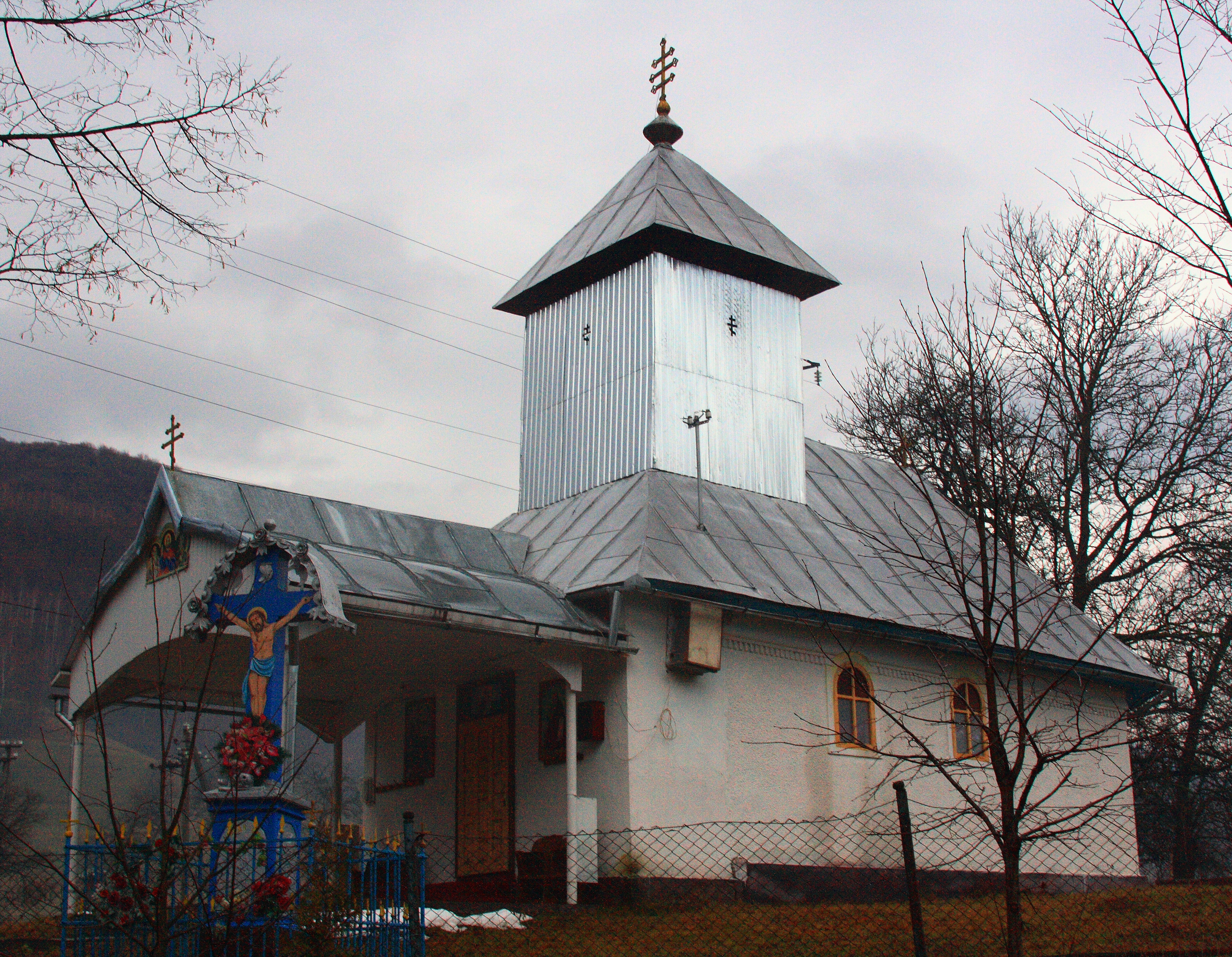
Церква св. Іллі в селі Костринська Розтока

Костринська Розто́ка — село в Україні, у Закарпатській області, Ужгородському районі. Населення — 510 чол. Село підпорядкуване Костринській сільраді. Розташоване на лівому березі річки Уж.

## Географія
У селі річка Вишка впадає у річку Уж

## Історія
Село було засноване шолтисом та переселенцями з Кострина . У 1631 році тут проживали від двох до шести родин.
У 1770-згадується як Kosztrina Rosztoka, у 1782-1784- Kosztrinarosztoka, 1808- Rosztoka (Kosztrina), Kostryná-Rostoka, 1913- Alsórosztoka.
Церква Покрови пр. богородиці. XIX ст. (можливо, 1834).
Костринська Розтока утворена поселеннями Нижня і Верхня Розтоки, а з Нижньої Розтоки бере початок село Кострино. Тому першою костринською церквою вважається дерев'яна церква в Нижній Розтоці, що була споруджена в 1451 р. Біля церкви був цвинтар, а територію наступного цвинтаря було виділено аж у 1874 р. внаслідок упорядкування земель, але діяти він почав у 1895 р. В 1893 р. млинар Іван Повханич з братами Василем та Степаном поставили на місці старого цвинтаря хрест, пофарбували його і прикріпили до нього ікону. Поряд була дзвіниця з одним малим дзвоном, купленим у 1865 р. в ливарника Шандора Ласло в Малих Ґеївцях за 70 австрійських форинтів. Дзвін похрестили на честь євангеліста Іоана, а дзвонарем був Степан Грицак.
У книзі про Кострино священик М. Лендєл згадує церкву, збудовану в 1896 р. біля хреста на новому цвинтарі. Очевидно, йдеться про нині існуючу церківцю, хоч на мапі о. Лендєла позначене місце не збігається з розташуванням теперішньої церкви. Маленька дерев'яна споруда є однією з трьох збережених малих церков 19 ст. Ще на початку 20 ст. можна було побачити подібні церківці в віддалених гірських селах та присілках. Невеликий, прямокутний у плані об'єм вкрили чотирисхилим дахом. На бічних фасадах по два вікна, при вході дерев'яний відкритий ґаночок. Зовнішній вигляд церкви помітно зіпсовано: стіни зрубу поштукатурено, вежу обшили пластиком, дахи і шатрове завершення вежі бляшані. Всередині зберігся гарний іконостас, але ікони вже перемальовані.

## Населення
Згідно з переписом УРСР 1989 року чисельність наявного населення села становила 592 особи, з яких 285 чоловіків та 307 жінок.
За переписом населення України 2001 року в селі мешкали 493 особи.

### Мова
Розподіл населення за рідною мовою за даними перепису 2001 року:
| Мова       | Кількість | Відсоток |
| ---------- | --------- | -------- |
| українська | 509       | 99.8%    |
| російська  | 1         | 0.2%     |
| Усього     | 510       | 100%     |

## Відомі особи
У селі народилися:
- Коваль Федір (1913—1987) — український поет, публіцист.
- Гасич Вадим Валерійович — поет і науковець, краєзначець.

## Туристичні місця
- храм Покрови пр. богородиці. XIX ст. (можливо, 1834).
- річка Вишка